# Chu Jinling
Dans ce nom chinois, le nom de famille, Chu, précède le nom personnel.
Pour les articles homonymes, voir Chu.
Chu Jinling (chinois : 楚金玲 ; pinyin : Chǔ Jīnlíng) est une joueuse de volley-ball chinoise née le 29 juillet 1984 à Liaoning. Elle mesure 1,90 m et joue réceptionneuse-attaquante.

## Clubs
| Club             | Pays  | De        | À         |
| ---------------- | ----- | --------- | --------- |
| Liaoning Huajun  | Chine | 1998-1999 | 2012-2013 |
| Guangdong Hengda | Chine | 2013      | 2013      |

## Palmarès
- Grand Prix Mondial 
  - Troisième : 2005

- Championnat d'Asie et d'Océanie (3)
  - Vainqueur : 2001, 2003, 2005
  - Finaliste : 2007